# Babyrousa
Babyrousa é um gênero de mamíferos da família Suidae que inclui os animais chamados babirussas.

## Nomenclatura e taxonomia
O gênero Babyrousa era considerado monoespecífico, ou seja, incluía apenas uma espécie, a Babyrousa babyrussa que era considerada politípica, com 4 subespécies. Em 2002, três subespécies foram elevadas a categoria de espécies distintas.
Quatro espécies são reconhecidas:
- Babyrousa babyrussa Linnaeus, 1758
- †Babyrousa bolabatuensis Hoojer, 1950
- Babyrousa celebensis Deninger, 1909
- Babyrousa togeanensis Sody, 1949